# Champions Trophy de hockey sobre césped femenino de 2018
El Champions Trophy de hockey femenino 2018 fue la 23.ª y última edición del torneo. Se llevó a cabo entre el 17 y 25 de noviembre de 2018 en el Wujin Hockey Stadium de Changzhou, China.

## Equipos participantes
- China (país anfitrión)
- Países Bajos (campeón de la Liga Mundial 2016/17 y campeón mundial de 2018)
- Argentina (campeón defensor)
- Reino Unido (campeón olímpico de 2016)
- Australia (invitado por la junta ejecutiva de FIH)
- Japón (invitado por la junta ejecutiva de FIH)

## Tabla de posiciones
| Equipo       | J | G | E | P | GF | GC | D/G | Pts | Clasificación |
| ------------ | - | - | - | - | -- | -- | --- | --- | ------------- |
| Países Bajos | 5 | 5 | 0 | 0 | 15 | 2  | +13 | 15  | Final         |
| Australia    | 5 | 2 | 1 | 2 | 5  | 7  | -2  | 7   | Final         |
| Argentina    | 5 | 2 | 0 | 3 | 6  | 4  | -1  | 6   | 3.ª posición  |
| China        | 5 | 1 | 3 | 1 | 5  | 4  | +1  | 6   | 3.ª posición  |
| Japón        | 5 | 1 | 2 | 2 | 6  | 10 | -4  | 5   | 5.ª posición  |
| Reino Unido  | 5 | 0 | 2 | 3 | 4  | 11 | -7  | 2   | 5.ª posición  |

## Rueda final

### 5.º y 6.º puesto
| 25 de noviembre, 14:00 | Japón | 1 - 2 | Reino Unido |                                                  |  |
|                        |       |       |             | Árbitro(s): Suzi Sutton (USA) y Chen Hong (CHN). |  |

### Tercer puesto
| 25 de noviembre, 16:15 | Argentina | 6 - 0 | China |                                                         |  |
|                        |           |       |       | Árbitro(s): Aleesha Unka (NZL) y Junko Wagatsuma (JPN). |  |

### Final
| 25 de noviembre, 18:30 | Países Bajos | 5 - 1 | Australia |                                                     |  |
|                        |              |       |           | Árbitro(s): Ivona Makar (CRO) y Kim Jung-hee (KOR). |  |

## Posiciones finales
| Pos | Equipo       |
| --- | ------------ |
|     | Países Bajos |
|     | Australia    |
|     | Argentina    |
| 4.  | China        |
| 5.  | Reino Unido  |
| 6.  | Japón        |

## Premios individuales
| Mejor jugadora | Mejor jugadora joven | Mejor arquera | Goleadora   |
| -------------- | -------------------- | ------------- | ----------- |
| Eva de Goede   | Marijn Veen          | Ye Jiao       | Marijn Veen |